# 英会話入門
英会話入門（えいかいわにゅうもん）は、NHKラジオ第2放送で放送された、NHK各国語学講座のひとつ。
1994年度〜2001年度は遠山顕を講師とし、8年間基本的な形式を変えずに放送。テキストの装丁等は同じNHKラジオの「英会話」「やさしいビジネス英語」と統一されており、両講座とともに2002年春の語学講座改編によって終了した。
2005年度〜2007年度は、「英会話中級」「英会話上級」と並ぶ英会話講座として再開設（「-中級」は2005年度のみ放送）。2005年度〜2006年度は「-中級」「-上級」との間で半年ごとに講師がスライドしていく形式であったが、2007年度は通年。結果的に、3年間のうち通算2年間は旧放送と同様に遠山顕が担当することとなった。
NHKの英会話講座に独自につけられているレベルの目安において、2005年度は「新基礎英語3」に代わるレベル3（中学3年レベル）講座という位置付けで開始したが、「英会話中級」が廃止された2006年度・2007年度はレベル4（高校レベル）にスライドした（レベル3講座としては「レベルアップ英文法」を放送）。
2008年3月の番組終了時の講座の体裁は、翌月から同講師（遠山）による「ラジオ英会話」に引き継がれた。

## 放送時間
月曜日・水曜日・金曜日が本放送で、火曜日・木曜日・土曜日は前日の再放送。
- 月 - 土
  - 午前 11時25分 - 11時40分
  - 午後 7時15分 - 7時30分
- 火・木・土
  - 午後9時 - 9時15分

## 放送内容

### 1994年4月 - 2002年3月
- 講師：遠山顕

- パートナー
  - Jerry Davidson (ジェリー・ディビッドソン)
  - Deirdre Merrell-Ikeda (ディアドリ・メロー・イケダ) 1998年6月 -
  - Loretta Cataldo (ロレッタ・カタルド) - 1998年5月

2005年度以降の内容とは異なり、月曜から土曜の週6レッスン構成。
- 主な構成
  - 月曜から木曜：ダイアログを元に、単語とフレーズチェック、発音練習。早口言葉など
  - 金曜：月曜から木曜のダイアログ復習とミニクイズに加え、英語の歌やユーモアなど毎週内容が変わるフライデースペシャル
  - 土曜：英会話文法。文法からさまざまな表現などを学ぶ。

### 2005年4月 - 2005年9月
- 講師：遠山顕
- パートナー
  - Carolyn Miller （キャロリン・ミラー）
  - Jack Merluzzi （ジャック・マルジ）
- 1〜3週目は、毎回読みきりの毎月のテーマに沿ったダイアログで放送した。
テーマは以下のとおり。
  - 4月：WORKING
  - 5月：STAYING OUT OF TROUBLE
  - 6月：YOUR HOME,YOUR NEIGHBORHOOD
  - 7月：TRAVELING ABROAD
  - 8月：DAY-TO-DAY WEATHER
  - 9月：MONEY
- 4週目は、Culture & Conversationとして、英会話文法（会話に役立つ英文法の解説と使用例）、英会話+カルチャー（英語圏で行われるさまざまなイベントを聞く）、今月の歌（毎月英語の曲を鑑賞し、穴埋め問題、英作文に挑戦する。）を放送した。
- 5週目は、英語劇場として、日本の民話・昔話を、英訳したものを聞く。登場した物語は次のとおり。
  - 6月：ネズミ念仏、長い話が好きな殿様
  - 8月：葬られた秘密、むじな

### 2005年10月 - 2006年3月
- 講師：霜崎實
- パートナー：Ann Slater （アン・スレイター）

- 月・火/水・木は、1週間で読みきりのダイアログで重要表現、コミュニケーションに欠かせない実用的な表現を学習する。10月から12月は日本の女性がニューヨークに滞在、1月から3月はロサンゼルスの男性が出張で日本に来ているスキットである。両方ともアメリカ文化と日本文化で誤解やすれ違いが起こるスキットになっている。
テーマは以下のとおり。
  - 10月：初めてのニューヨーク
  - 11月：レストランでディナー!
  - 12月：ニューヨークの街角
  - 1月：チャーリーの初詣で
  - 2月：ジョークの日米対決
  - 3月：日本のお土産

- 金・土は、Check Your Understanding（ダイアログを聞いて○×問題を解く）、Use the Key Expressions（重要表現を使って英作文を作る練習）、Listen to the Follow-up Dialogs（ダイアログに関連する短い会話を聞いて質問に答える）、Sights & Sounds（楽しみながら英語を学ぶ）のコーナーで今週の復習をする。
Sights & Soundsのテーマは以下のとおり。
  - 10月：英語の早口ことば
  - 11月：英語の音象徴
  - 12月：英語の童謡
  - 1月：英語と日本語のオノマトペ
  - 2月：英語の略語
  - 3月：英語の回文

### 2006年4月 - 2006年9月
- 講師：高本裕迅
- パートナー
  - Anita Sugunan (アニータ・スグナン)
  - Gary Scott Fine (ゲーリー・スコット・ファイン)
- 毎回のレッスンで、うれしさを表現したり予定を述べるなど目的別のキー表現を設定し、6カ月間で60の必須表現を覚える。スキットは連続したストーリーで月ごとに主人公が変わる。
毎月のトピックは以下のとおり。
  - 4月：アメリカへようこそ〜語学留学でホームステイを経験する
  - 5月：婚約しているの!〜アメリカ永住の手続きと結婚後の姓
  - 6月：急な出張〜出張で初来日。日本人家族と親しくなる。
  - 7月：夏休み〜カナダ人の同級生とテニスやショッピングを楽しむ
  - 8月：将来を考える〜日本での仕事をやめ、アメリカへの帰国を決断
  - 9月：人はどこでも同じ〜日本へのツアーに添乗する

- 第2週・第4週の金/土は復習。
- 6月と8月の第5週はそれまでに学んだ表現の復習を兼ねたスペシャルレッスン。

### 2006年10月 - 2007年3月
- 講師：遠山顕
- パートナー
  - Chris Wells (クリス・ウェルズ)
  - Carolyn Miller (キャロリン・ミラー)　2006年10月 - 2007年1月
  - Katie Adler (ケイティー・アドラー)　2007年2 - 3月
- 1〜3週目は、毎回読みきりの毎月のテーマに沿ったダイアログで放送される。
テーマは以下のとおり。
  - 10月：Losing and finding things
  - 11月：Time management
  - 12月：Leadership
  - 1月：Getting better!
  - 2月：Love annd romance
  - 3月：Stress, stress, stress
- 4週目は、リスニング強化週間として、Good old news!（過去のニュースを聞き、問題に答える）、The Interview（いろいろな分野のプロにインタビューをし、尋ね方や、答え方を学ぶ、ちなみに、インタビューは架空）、Song of the month（毎月のテーマに沿った曲を、オールディーズを中心に鑑賞し、穴埋め問題、英作文に挑戦する）
- 5週目は、英語劇場。登場した物語は次のとおり。
  - 11月：ランプルスティルキン　妖精と靴屋
  - 1月：乳母桜　若返りの泉

### 2007年4月 - 2008年3月
- 講師：遠山顕
- パートナー
  - Katie Adler (ケイティー・アドラー)
  - Jerry Davidson (ジェリー・ディビッドソン)
- 1〜3週目は、毎回読みきりの毎月のテーマに沿ったダイアログで放送される。
テーマは以下のとおり。
  - 4月：Reach for your dream
  - 5月：For self-improvement
  - 6月：Working
  - 7月：Traveling
  - 8月：Let's Go Shopping
  - 9月：Let's Go to School!
  - 10月：Changes Changes Changes
  - 11月：People and Relationships
  - 12月：Don't Worry. Give Yourself a Break.
  - 1月：In Sickness and In Health
  - 2月：Simple Pleasures
  - 3月：Take the Challenge
- 4週目は、リスニング強化週間として、Good old news!（過去のニュースを聞き、問題に答える）、The Interview（いろいろな分野のプロにインタビューをし、尋ね方や、答え方を学ぶ、ちなみに、インタビューは架空）、Song of the month（毎月のテーマに沿った曲を、オールディーズを中心に鑑賞し、穴埋め問題、英作文に挑戦する）
- 5週目は、英語劇場として、日本の昔話を、英訳したものを聞く。登場した物語は次のとおり。
  - 5月：浦島太郎
  - 8月：死にたくなかった男の物語
  - 11月：The Boy Who Drew Cats
- 1月4日、5日には「The Rat and Mouse Quiz Show!」として、ねずみに関するクイズに挑戦した。